# Hammou Talb
Hammou Talb (en arabe حمو طالب , en chleuh Ḥmmu Ṭṭalb), ou Sidi Hammou, est un poète chleuh du XVIIIe siècle, né en 1706 et mort en 1789, qui a écrit des poèmes en chleuh, langue berbère du sud-ouest du Maroc. Dans la tradition orale, il est aussi appelé Bab n Umarg («  maitre de la poésie  »).

## Noms
Hammou Talb est connu avec plusieurs noms comme « Sidi Hammou » et « Hammou g Azgruz ». Il est aussi connu sous le nom de « Bab n Umarg » et « Sidi Ḥammu al-Ṭālib ».

## Biographie
Il est probable qu'il soit originaire du village d'Aoulouz dans la tribu d'Azegrouz.
Les détails de la vie de Hammou ne sont pas documentés sauf le fait qu'il a été un poète et chanteur (en tachelhit anḍḍam). Ceci est documenté par des chercheurs occidentaux en se basant sur des sources orales,.